# Fertőrákos
Fertőrákos (em alemão: Kroisbach; croata: Krojspuh) é um município da Hungria, situado no condado de Győr-Moson-Sopron. Tem 21,89 km² de área e sua população em 2015 foi estimada em 2.260 habitantes.